# Fieseler Fi 97
Физелер Fi 97 — немецкий четырехместный туристический и соревновательный самолет-моноплан 1930-х годов, спроектированный и построенный немецкой фирмой Fieseler. Предшественник уникального самолёта Fi 156 «Шторх».

## Разработка и развитие
На волне успеха своего двухместного туристического / учебно-тренировочного самолёта Fieseler F5, фирма Fieseler получила от Имперского министерства авиации (RLM) предложение разработать четырехместную версию специально для участия в чемпионате Европы по туристическим самолетам Challenge 1934.
В результате появился Fi 97, разработанный Куртом Арнольтом. Это была смешанная конструкция с низкорасположенным крылом на консольном моноплане с обычным хвостовым оперением. Фюзеляж имел каркас из стальных труб, обтянутый тканью. Деревянное крыло и обшивалось тканью и фанерой. Крылья можно было складывать на корму для хранения или наземной транспортировки. Самолёт имел обычное шасси с двумя колёсами впереди центра тяжести и одним колесом под хвостовым оперением. Пилот и трое пассажиров располагались в закрытой кабине.
Было построено пять экземпляров Fi 97. Три самолета были оснащены 250-сильным 8-цилиндровым двигателем Hirth HM 8U в виде перевёрнутой V, два — 225-сильными рядными 6-цилиндровыми Argus As 17A. Оба двигателя имели воздушное охлаждение.
Самолет имел возможности укороченных взлёта и посадки, и наиболее важным аспектом конструкции были устройства большой подъёмной силы крыла, позволяющие летать на малых скоростях. На передней кромке крыла более половины пролета занимали автоматические предкрылки типа Handley Page (55 % размаха крыла), а на задней имелось так называемое «вращающееся крыло» (закрылок, выдвигаемый назад и вниз и увеличивающий площадь крыла на 18 %). Эти особенности большой подъёмной силы позволяли управлять самолетом до скорости 58 км/ч. и позже были использованы при постройке знаменитого Fieseler Fi 156 Шторх.

## История эксплуатации
Пять машин Fi 97 приняли участие в чемпионате туристических самолетов Challenge 1934 в августе — сентябре, а Ганс Зайдеманн занял третье место в общем зачёте на Fi 97 с двигателем Argus, уступив лишь двум польским RWD-9. Значительным достижением было то, что все «Физелеры» прошли конкурсный отбор (заняв 3, 9, 12, 13, 16 места), особенно по сравнению с другими немецкими самолетами, представленными на конкурс. Среди пилотов был и Вольф Хирт. Среди прочего, «физелеры» показали 1-й и 3-й результаты в короткой пробной посадке (лучший результат — 75 м при высоте ворот более 8 м), очень хорошие результаты на коротком взлёте (78,3 м на воротах высотой более 8 м) и испытании на минимальную скорость (58,49 км/ч).

## Характеристики

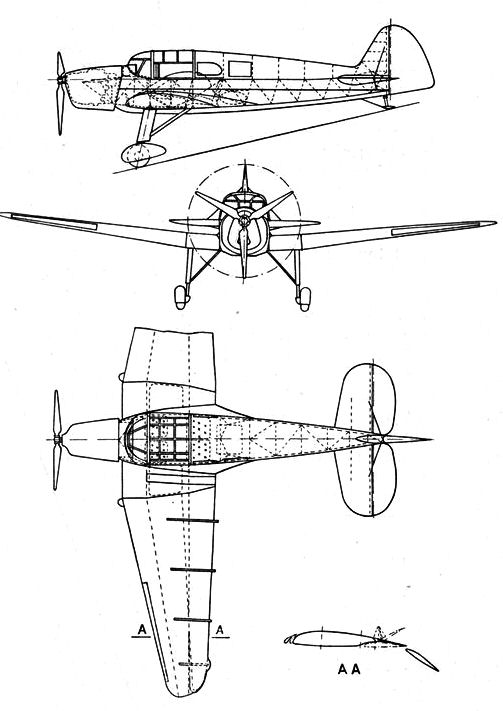
Fieseler Fi 97, 3 вида, чертеж из L’Aerophile, октябрь 1934 г.

Данные из The Illustrated Encyclopedia of Aircraft (Part Work 1982—1985), 1985. Orbis Publishing, c. 1812/3.
- Экипаж: 1 человек
- Вместимость: 3 пассажира
- Длина: 8.04 м
- Размах крыльев: 10.70 м
- Высота: 2.36 м
- Площадь крыльев: 15.30 м².
- Неснаряженная масса: 560 кг
- Взлётный вес, макс: 1,050 кг
- Двигатель: 1 × Argus As 17A, 6-цилиндровый рядный, 168 кВт (225 л. с.)

Лётные характеристики
- Maксимальная скорость: 245 км/ч
- Дальность: 1,200 км
- Высота полёта: 7,300 м
- Скорость набора высоты: 5.583 м/с